# Дагон
Даго́н (др.-евр. דָּגוֹן‬; от др.-евр. דָּגָן‬ ‘злак’, по народной этимологии от ивр. דג‎ ‘рыба’) — западносемитское божество, национальный бог филистимлян после заселения ими Ханаана.
Также «Дагон» — древнееврейская форма имени божества Даган, упоминающегося в аккадских источниках и текстах Мари, Эблы и Угарита. Внешне похож на Оанна — героя, по преданию шумеров, с головой человека и телом рыбы.

## Этимология
Предположительно имя бога связано с др.-евр. דגן‬ (даган, ‘зерно’). Санхуниатон писал, что дагон значит siton (по-греч. ‘зерно’), далее пояснял: «Дагона, после изобретения им плуга, назвали Зевс Аротрий». Аротрий означает «пахарь; относящийся к сельскому хозяйству».
Связь с др.-евр. דג‬ («даг», ‘рыба’) основана на народной этимологии. Ещё одна гипотеза предполагает, что имя Даган имеет общий корень с араб. ‎ dagana — «быть облачным». В соответствии с этимологией, предполагают, что Даган — это бог сельского хозяйства, «податель пищи», божество рыбоводства, или божество дождя.

## Мифология
Дагон в первую очередь выступал как бог земледелия и плодородия, изобрёл плуг, научил людей сеять зерно и печь хлеб.
В традиции толкования Библии Дагон связывается по народной этимологии с ивритским словом даг (рыба), а само божество описывается как получеловек-полурыба. В современности эта трактовка слилась с субкультурой «Мифы Ктулху», где Дагон — фантастический бог рыб и вождь гуманоидов-амфибий.

### Генеалогия
Сын Неба и Земли; брат Бетила, Эла и Атланта. Имел приёмного сына Демарунта (от наложницы бога неба, отнятой Элом при битве богов), который, сочетавшись с Астартой, стал отцом Мелькарта.
В Угарите отец бога Баала.

### История

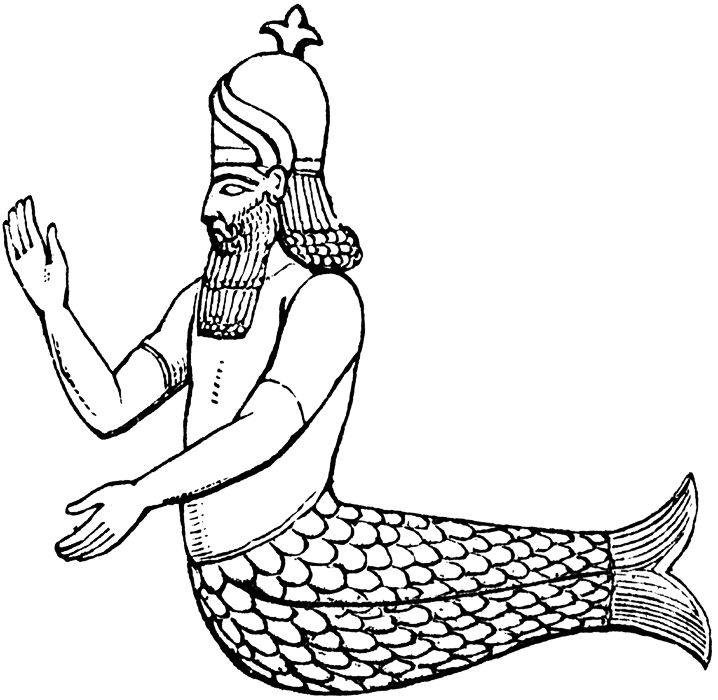
Бог-рыба (отождествляется с Дагоном), барельеф из Хорсабада (ныне в Лувре)

Впервые упоминается в аккадских документах (XXIII век до н. э.) как верховное божество у населения правого берега среднего Евфрата. Первое упоминание о культе Дагона у семитов Древней Сирии и Ханаана содержится в документах XV—XIV веков до н. э., обнаруженных в Угарите.
Храмы Дагона находились в главных городах среднего Евфрата — Мари и Тирка. Важное значение культ Дагона имел в Вавилоне в царствование Хаммурапи.
На распространенность культа Дагона в Ханаане указывает упоминание в Библии селений с названием Бет-Дагон на землях колен Иехуды и Ашера.
Культ Дагона был перенят филистимлянами как национальное божество (1Цар. 5:1-7). В Библии говорится, как устраивают праздник в честь Дагона (Суд. 16:23); о разрушении Самсоном храма Дагона в Газе (Суд. 16:23-30), а также о том, что после битвы у горы Гилбоа филистимляне выставили тело (I Хрон. 10:10) и голову (1Пар. 10:10, ср. 1Цар. 31:10) Саула на обозрение в храме Дагона и Астарты. Храм Дагона в Ашдоде был разрушен Ионатаном Хасмонеем (I Макк. 10:83-84).
Культ Дагона в Ашдоде был активен после исчезновения филистимлян (1 Макк. 10:83).
Имя божества присутствует в личных именах аккадских царей (Иддин-Даган, Ишме-Даган). В текстах Саргона Аккадского Даган выступает как глава шумеро-аккадского пантеона и владелец областей Мари и Эблы. Одна из надписей гласит: «Саргон, царь, падет ниц перед Даганом в Туттуле. Он [Даган] отдаст ему верхние земли: Мари, Ялмути и Эблу, а также кедровый лес и серебряные горы». Однако при всем при этом Саргон хорошо понимал необходимость религиозного обоснования своей власти, поэтому естественно, что он опирался не только на культ Абы, бога города Аккаде (может быть, своего родового бога) и культ Забабы, бога Киша, но и на общешумерский культ Энлиля в Ниппуре. В его храме он соорудил несколько статуй и вероятно богато одарил храм, стремясь привлечь на свою сторону жречество. Называя себя «помазанным жрецом Ану» и «великим энси Энлиля», царь Аккада продемонстрировал, что не хочет нарушать древние и весьма уважаемые традиции.
В Эбле он играет важную роль в культе, упоминается с эпитетами «господин» и «господин Туттула». Храмы, праздники и даже части города Эбла были посвящены Дагану.
Даган хорошо засвидетельствован в текстах Мари как один из основных божеств амореев старовавилонской верхней Месопотамии.
Большие культовые центры Дагана располагались в Терка и в Туттуле. Даган в текстах Мари часто связан с деятельностью экстатиков-пророков, получавших в храме Дагана оракулы, адресованные царю.
В угаритских текстах Дагон встречается редко. Он играет небольшую и довольно неясную роль в поэме о Никкале, где упомянут как отец лунного божества Йариха.
У него нет активной роли в главных мифах и легендах, где он лишь упомянут как отец Баала. Дагон встречается в угаритских списках жертвоприношений и в подобных текстах, что, вероятно, подтверждает его важность в угаритской религии. Из текста двух стел, найденных во дворе большого храма, следует, что Дагону приносили в нём жертвы, что может означать, что один из двух основных храмов Угарита был храмом Дагона.
Однако ни один текст не даёт точное указание на природу этого божества.

### Сопоставления
- У ханаанеев Дагон, по-видимому, отождествлялся с Илем — «отцом богов»[1].
- Филон из Библа (1 в. н. э.), составивший описание финикийских верований по древним источникам, отождествляет Дагона с Хроносом — отцом богов греческого пантеона[1].
- Этимология, связанная с «рыбой», связывает его с богом шумеро-аккадской мифологии Эа.
- Оа́нн (или Оа́ннес, или У-Ан) — по преданию шумеров, герой с головой и телом рыбы, но с человеческими ногами (и с человеческим лицом), вышедший из Персидского залива.
- Женской ипостасью Дагона у филистимлян была Атаргатис.

## Использование в науке
По результатам голосования, проведённого Международным астрономическим союзом, в 2015 году были присвоены собственные имена самым известным экзопланетам (а также некоторым звёздам с планетными системами), включая Фомальгаут b. У родительской звезды уже было имя, а планете дали название Дагон в честь семитского божества.